# Communauté de communes de la Boixe
Die Communauté de communes de la Boixe ist ein ehemaliger französischer Gemeindeverband mit der Rechtsform einer Communauté de communes im Département Charente in der Region Nouvelle-Aquitaine. Sie wurde am 27. Dezember 1993 gegründet und umfasste 14 Gemeinden. Der Verwaltungssitz befand sich im Ort Tourriers.

## Historische Entwicklung
Mit Wirkung vom 1. Januar 2017 fusionierte der Gemeindeverband mit
- Communauté de communes du Pays d’Aigre sowie
- Communauté de communes du Pays Manslois

und bildete so die Nachfolgeorganisation Communauté de communes Cœur de Charente.

## Ehemalige Mitgliedsgemeinden
1. Ambérac
2. Anais
3. Aussac-Vadalle
4. La Chapelle
5. Coulonges
6. Maine-de-Boixe
7. Montignac-Charente
8. Saint-Amant-de-Boixe
9. Tourriers
10. Vars
11. Vervant
12. Villejoubert
13. Vouharte
14. Xambes